# Cățeleni
Cățeleni è un comune della Moldavia situato nel distretto di Hîncești di 1.362 abitanti al censimento del 2004